# Československo na Zimních olympijských hrách 1972
Československo na Zimních olympijských  hrách v Sapporu v roce 1972 reprezentovalo 43 sportovců, z toho 4 ženy. Nejmladším účastníkem byl skokan na lyžích Leoš Škoda (18 let, 286 dní), nejstarším pak lední hokejista Josef Černý (32 let, 139 dní). Reprezentanti vybojovali 1 zlatou a 2 bronzové medaile.
Historicky druhé zlato ze zimní olympiády pro Československo vybojoval v Sapporu krasobruslař Ondrej Nepela. Do dějiště olympiády odjížděl jako mistr světa a tím pádem i největší favorit na olympijské zlato. Vedení se ujal již po povinných cvicích a přes pád ve volné jízdě při pokusu o trojitý odpíchnutý rittberger, si čtvrtou nejlepší volnou jízdou v celkovém součtu první místo udržel.
Příjemným překvapením pro československou výpravu byly výkony běžkyň a běžců na lyžích. Helena Šikolová vybojovala na pětikilometrové trati první historickou medaili z běžeckých disciplín pro československé barvy a k tomu společně s Bartošovou a Cillerovou přidala šesté místo v závodě štafet.
Třetí medaili, kterou si československá výprava z Japonska přivezla, byl se štěstím vybojovaný bronz ledních hokejistů. Po nečekané prohře ve finálové skupině s hokejisty Spojených států vykřesali hokejisté se lvíčkem na prsou naději na medaili v dramatickém zápase se Švédskem, ve kterém ještě čtyři minuty před koncem utkání prohrávali 0:1. Zápas se jim podařilo otočit a zvítězit 2:1, ale ani to nemuselo stačit na medaili, protože v posledním utkání turnaje hráli s dosud neporaženým celkem Sovětského svazu. Jistotu medaile jim přitom zaručovala pouze remíza nebo výhra. Ovšem před tímto závěrečným zápasem olympijského hokejového turnaje se zrodilo velké překvapení v dopoledním nedělním zápase mezi Finskem a Švédskem, který skončil výhrou Finů 4:3. V odpoledním utkání pak Sovětský svaz přehrál československé hokejisty a tak se ukázalo, že Finové našemu týmu svou výhrou zajistili alespoň bronzové medaile.

## Československé medaile
| Medaile | Jméno           | Sport         | Disciplína         |
| ------- | --------------- | ------------- | ------------------ |
| Zlato   | Ondrej Nepela   | krasobruslení | jednotlivci muži   |
| Bronz   | Helena Šikolová | běh na lyžích | běh na lyžích 5 km |
| Bronz   | Družstvo ČSSR   | lední hokej   | muži               |

## Seznam všech zúčastněných sportovců
| Číslo | Jméno              | Pohlaví | Věk | Sport              |
| ----- | ------------------ | ------- | --- | ------------------ |
| 1     | Ladislav Žižka     | Muž     | 26  | Biatlon            |
| 2     | Pavel Ploc         | Muž     | 28  | Biatlon            |
| 3     | Ján Húska          | Muž     | 22  | Biatlon            |
| 4     | Arnošt Hájek       | Muž     | 30  | Biatlon            |
| 5     | Stanislav Fajstavr | Muž     | 28  | Biatlon            |
| 6     | Ján Michalko       | Muž     | 24  | Běh na lyžích      |
| 7     | Ján Ilavský        | Muž     | 29  | Běh na lyžích      |
| 8     | Stanislav Henych   | Muž     | 22  | Běh na lyžích      |
| 9     | Jan Fajstavr       | Muž     | 27  | Běh na lyžích      |
| 10    | Milena Cillerová   | Žena    | 26  | Běh na lyžích      |
| 11    | Milena Chlumová    | Žena    | 25  | Běh na lyžích      |
| 12    | Alena Bartošová    | Žena    | 27  | Běh na lyžích      |
| 13    | Helena Šikolová    | Žena    | 22  | Běh na lyžích      |
| 14    | Ondrej Nepela      | Muž     | 21  | Krasobruslení      |
| 15    | Karel Vohralík     | Muž     | 26  | Lední hokej        |
| 16    | Rudolf Tajcnár     | Muž     | 23  | Lední hokej        |
| 17    | Bohuslav Šťastný   | Muž     | 22  | Lední hokej        |
| 18    | František Pospíšil | Muž     | 27  | Lední hokej        |
| 19    | Eduard Novák       | Muž     | 25  | Lední hokej        |
| 20    | Václav Nedomanský  | Muž     | 27  | Lední hokej        |
| 21    | Vladimír Martinec  | Muž     | 22  | Lední hokej        |
| 22    | Oldřich Machač     | Muž     | 25  | Lední hokej        |
| 23    | Jiří Kochta        | Muž     | 25  | Lední hokej        |
| 24    | Josef Horešovský   | Muž     | 25  | Lední hokej        |
| 25    | Jiří Holík         | Muž     | 27  | Lední hokej        |
| 26    | Jaroslav Holík     | Muž     | 29  | Lední hokej        |
| 27    | Jiří Holeček       | Muž     | 27  | Lední hokej        |
| 28    | Ivan Hlinka        | Muž     | 22  | Lední hokej        |
| 29    | Jan Havel          | Muž     | 29  | Lední hokej        |
| 30    | Richard Farda      | Muž     | 26  | Lední hokej        |
| 31    | Vladimír Dzurilla  | Muž     | 29  | Lední hokej        |
| 32    | Miroslav Daněk     | Muž     | 23  | Lední hokej        |
| 33    | Josef Černý        | Muž     | 32  | Lední hokej        |
| 34    | Vladimír Bednář    | Muž     | 23  | Lední hokej        |
| 35    | Jaroslav Svoboda   | Muž     | 27  | Severská kombinace |
| 36    | Ladislav Rygl      | Muž     | 24  | Severská kombinace |
| 37    | Tomáš Kučera       | Muž     | 23  | Severská kombinace |
| 38    | Libor Foltman      | Muž     | 23  | Severská kombinace |
| 39    | Leoš Škoda         | Muž     | 18  | Skoky na lyžích    |
| 40    | Jiří Raška         | Muž     | 30  | Skoky na lyžích    |
| 41    | Karel Kodejška     | Muž     | 24  | Skoky na lyžích    |
| 42    | Zbyněk Hubač       | Muž     | 31  | Skoky na lyžích    |
| 43    | Rudolf Höhnl       | Muž     | 25  | Skoky na lyžích    |